# ديف سايرس
ديف سايرس (بالإنجليزية: Dave Syers)‏ هو لاعب كرة قدم بريطاني في مركز الوسط، ولد في 30 نوفمبر 1987 في ليدز في المملكة المتحدة. لعب مع برادفورد سيتي وسكونثورب يونايتد ونادي دونكاستر روفرز ونادي روتشديل ونادي هاروجيت تاون.

## وصلات خارجية
- ديف سايرس على موقع قاعدة بيانات كرة القدم.إي يو (الإنجليزية)
- ديف سايرس على موقع Soccerway.com (الإنجليزية)